# Incendio della discoteca República Cromañón

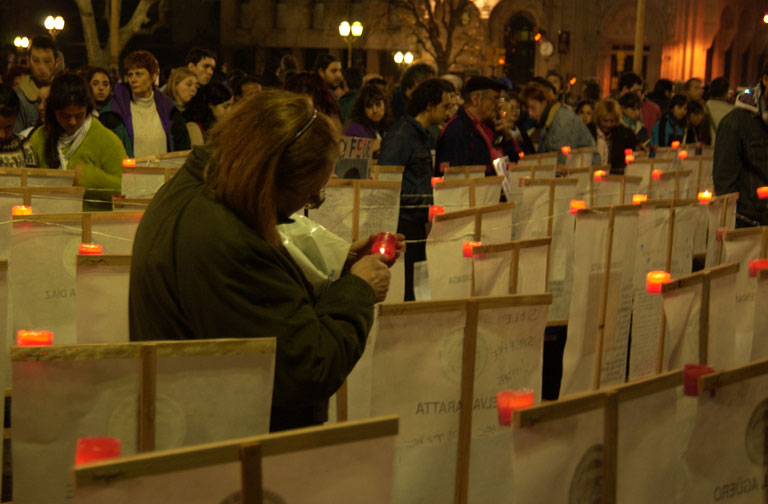
Parenti delle vittime dell'incendio accendendo candele in segno di protesta contro i mancati controlli da parte delle autorità

L'incendio alla discoteca República Cromañón (conosciuta anche come República Cromagnón o semplicemente come Cromañón) colpì la discoteca situata nella zona di Once nella città di Buenos Aires, Argentina, la notte del 30 dicembre del 2004, durante uno spettacolo di una banda rock chiamata Callejeros. Le fiamme provocarono la seconda maggiore tragedia non naturale in Argentina, provocando la morte di 194 persone e più di 700 feriti (la prima fu il bombardamento aereo al centro di Buenos Aires del 16 giugno del 1955, con 300 morti).

## L'incendio
L'incendio ebbe inizio quando vennero accesi alcuni bengala che diedero fuoco ai materiali usati per le decorazioni dell'edificio e per le imbottiture nel soffitto. Quattro delle sei porte della discoteca erano state chiuse con catene per impedire l'ingresso del pubblico senza biglietto. 

## Conseguenze
L'incendio determinò importanti cambiamenti politici e culturali. Politicamente, la Legislatura (sorta di parlamento municipale) della città di Buenos Aires iniziò un processo per destituire l'allora capo di Governo Aníbal Ibarra, considerato responsabile politico della tragedia. Il processo terminò con la sua destituzione e Ibarra fu sostituito dal suo vice, Jorge Telerman.
Per quel che riguarda le conseguenze culturali dell'incendio, la tragedia provocò una presa di coscienza generale per quello che riguarda le condizioni di sicurezza delle discoteche e dei locali destinati a spettacoli musicali; le autorità ne fecero chiudere molti. In questo modo, molti dei locali che anteriormente servivano alle piccole band per farsi conoscere chiusero o si trasferirono dalla città verso i distretti della Grande Buenos Aires, dove i controlli statali non erano altrettanto rigorosi.